# Черновка (Алтайский край)
Черновка — упразднённое село в Немецком национальном районе Алтайского края. Ликвидировано в 1971 г., население переселено в село Орлово.

## География
Село располагалось в 5 км к северо-западу от села Орлово.

## История
Основано в 1914 году, как выселок села Чертеж. До 1917 года меннонитское село Орловской волости Барнаульского уезда Томской губернии. Меннонитская община Гринфельд. С 1920 в составе Орловского сельсовета. В 1931 г. организован колхоз «Хлебороб». В 1950 году после слияния колхозов — отделение им. Ленина. В 1971 г. в связи с ликвидацией неперспективных сел жителей села переселяют в Орлово.

## Население[1]
| год     | 1926 |
| ------- | ---- |
| человек | 143  |